# Confluence (Album)
Confluence ist ein Musikalbum von Barre Phillips und Daniele Roccato. Die am 1. März 2020 live im Sala Accademica Conservatorio Santa Cecilia, Rom entstandenen Aufnahmen erschienen am 8. Juli 2022 auf Parco Della Musica Records.

## Hintergrund
Die beiden Kontrabassisten Barre Phillips und Daniele Roccato trafen sich 2020 zu einem gemeinsamen Konzert in Rom auf der Bühne des Akademischen Saals des Konservatoriums Santa Cecilia. Phillips gilt als ein Pionier der Soloauftritte und -aufnahmen (das Album Journal Violone stammt aus dem Jahr 1968, drei Jahre später erschien Music from Two Basses, in dem Phillips erstmals einen Bassisten traf, seinen Kollegen Dave Holland), auf der anderen Seite Roccato – der zusammen mit Stefano Scodanibbio Ludus Gravis gegründet hatte, ein Kontrabass-Ensemble, das zu den bekanntesten auf dem Gebiet der Neuen Musik gehörte, notierte Ivo Franchi.

## Titelliste
- Barre Phillips & Daniele Roccato (Parco Della Musica Records MPR132CD)[2]

1. Part 1
2. Part 2
3. Part 3
4. Part 4
5. Part 5
6. Part 6
7. Part 7
8. Part 8
9. Part 9

## Rezeption
Es handle sich um ein „Duett ohne Netz“, jedoch nie um ein Duell, einen sehr dichten und risikoreichen Dialog zwischen Kontrabässen,
schrieb Ivo Franchi in Musica Jazz. 35 intensive Minuten, aufgeteilt in neun Abschnitte, in denen man sich von Situationen, die der zeitgenössischen Musik nahe stehen, zum Avantgarde-Jazz bewegen: In Teil 1 und Teil 5 würden sowohl Phillips als auch Roccato den Bogen nutzen und so das Beste aus den klanglichen Möglichkeiten des Instruments schöpfen, vom Tiefsten zum Höchsten, während in Teil 2 das Pizzicato-Spiel eine Art hypnotische Wirkung erzeuge. In anderen Momenten würden die beiden Kontrabässe dann zu Schlaginstrumenten und verwandeln sich, berührt, gestreichelt oder kräftig gerieben, in etwas Fremdartiges. Auffallend sei jedoch die Strenge und Harmonie des „Pas de deux“ dieser Musiker: Er bewege sich mit Leichtigkeit vom klassischen zum zeitgenössischen Repertoire und wage sich dann in die freie Improvisation mit immer bemerkenswerten Ergebnissen. Und deshalb zeuge ihr „Zusammenfluss“ gerade von der gleichzeitigen Konvergenz unterschiedlicher Erfahrungen, die jedoch durch ein gemeinsames Zugehörigkeitsgefühl und eine „offene“ Vision von Musik verbunden sind.